# María-Isabel Fernández
Ne pas confondre avec Anna Maria Fernández, Clarisa Fernández, Gigi Fernández, Leylah Fernandez et Mary Joe Fernández, également joueuses de tennis.
María-Isabel Fernández de Soto (née le 18 septembre 1950) est une joueuse de tennis colombienne des années 1970.
Elle s'est essentiellement illustrée dans les épreuves de double dames, atteignant notamment la demi-finale du tournoi de Wimbledon en 1973 aux côtés de l'Uruguayenne Fiorella Bonicelli.

## Palmarès

### Titre en simple dames
Aucun

### Finale en simple dames
Aucune

### Titres en double dames
| No | Date       | Nom et lieu du tournoi                  | Catégorie | Dotation  | Surface         | Partenaire          | Finalistes                    | Score         |          |
| -- | ---------- | --------------------------------------- | --------- | --------- | --------------- | ------------------- | ----------------------------- | ------------- | -------- |
| 1  | 10-07-1972 | Swiss Open Championships Gstaad         |           | NC        | Terre (ext.)    | Fiorella Bonicelli  | Julie Heldman Pam Teeguarden  | 6-3, 6-3      | Parcours |
| 2  | 05-03-1974 | Maureen Connolly Memorial Dallas        | VS Tour   | 50 000 $  | Moquette (int.) | Martina Navrátilová | Karen Krantzcke Virginia Wade | 6-3, 3-6, 6-3 | Parcours |
| 3  | 05-08-1975 | US Clay Court Championship Indianapolis |           | 100 000 $ | Terre (ext.)    | Fiorella Bonicelli  | Gail Sherriff Julie Heldman   | 3-6, 7-5, 6-3 | Parcours |
| 4  | 05-07-1976 | Swedish Open Båstad                     |           | NC        | Terre (ext.)    | Mimi Wikstedt       | Lesley Hunt Renáta Tomanová   | 6-1, 7-6      |          |

### Finales en double dames
| No | Date       | Nom et lieu du tournoi                   | Catégorie | Surface         | Vainqueures                   | Partenaire         | Score         |          |
| -- | ---------- | ---------------------------------------- | --------- | --------------- | ----------------------------- | ------------------ | ------------- | -------- |
| 1  | 13-08-1973 | US Clay Court Championships Indianapolis | USTA Tour | Terre (ext.)    | Patti Hogan Sharon Walsh      | Fiorella Bonicelli | 6-4, 6-4      | Parcours |
| 2  | 04-11-1974 | Dewar Cup of Edinburgh Édimbourg         | Dewar Cup | Moquette (int.) | Mima Jaušovec Virginia Ruzici | Raquel Giscafré    | 6-4, 4-6, 6-4 | Parcours |

### Titre en double mixte
| No | Date       | Nom et lieu du tournoi                    | Catégorie | Surface      | Partenaire  | Finalistes                        | Score    |          |
| -- | ---------- | ----------------------------------------- | --------- | ------------ | ----------- | --------------------------------- | -------- | -------- |
| 1  | 27-11-1972 | South American Championships Buenos Aires |           | Terre (ext.) | Iván Molina | Elvira Weisenberger Belus Prajoux | 7-5, 6-4 | Parcours |

## Parcours en Grand Chelem

### En simple dames
| Année | Open d'Australie | Open d'Australie | Internationaux de France | Internationaux de France | Wimbledon      | Wimbledon      | US Open         | US Open          |
| 1971  | -                | -                | 1er tour (1/32)          | Nancy Richey             | 2e tour (1/32) | Winnie Shaw    | -               | -                |
| 1972  | -                | -                | 2e tour (1/32)           | F. Bonicelli             | 2e tour (1/32) | Nell Truman    | 1er tour (1/32) | Virginia Wade    |
| 1973  | -                | -                | 1er tour (1/32)          | Olga Morozova            | 2e tour (1/32) | Wendy Turnbull | 3e tour (1/8)   | Kerry Melville   |
| 1974  | -                | -                | -                        | -                        | 3e tour (1/16) | Chris Evert    | 1er tour (1/32) | Billie Jean King |
| 1975  | -                | -                | -                        | -                        | -              | -              | 1er tour (1/32) | Carrie Meyer     |
| 1976  | -                | -                | 3e tour (1/8)            | Kathy Kuykendall         | 2e tour (1/32) | Aleida Spex    | 1er tour (1/64) | Gail Sherriff    |

À droite du résultat, l’ultime adversaire.

### En double dames
| Année | Open d'Australie | Open d'Australie | Internationaux de France    | Internationaux de France   | Wimbledon                     | Wimbledon                 | US Open                      | US Open                  |
| 1971  | -                | -                | 1/4 de finale F. Bonicelli  | M. Smith E. Goolagong      | 3e tour (1/8) F. Bonicelli    | K. Melville Nancy Richey  | -                            | -                        |
| 1972  | -                | -                | 1/4 de finale F. Bonicelli  | Helen Gourlay K. Krantzcke | 1/4 de finale F. Bonicelli    | Judy Tegart F. Dürr       | 2e tour (1/8) F. Bonicelli   | Rosie Casals B. J. King  |
| 1973  | -                | -                | 1/4 de finale F. Bonicelli  | M. Smith Virginia Wade     | 1/2 finale F. Bonicelli       | F. Dürr Betty Stöve       | 1er tour (1/16) F. Bonicelli | Ann Kiyomura M. Redondo  |
| 1975  | -                | -                | -                           | -                          | -                             | -                         | 1er tour (1/16) F. Bonicelli | L. Charles Sue Mappin    |
| 1976  | -                | -                | 2e tour (1/8) Mima Jaušovec | V. Ruzici Elly Appel       | 1er tour (1/32) Mima Jaušovec | E. Goolagong Peggy Michel | 2e tour (1/16) F. Bonicelli  | Laura duPont W. Turnbull |

Sous le résultat, la partenaire ; à droite, l’ultime équipe adverse.

### En double mixte
| Année | Open d'Australie | Open d'Australie | Internationaux de France    | Internationaux de France    | Wimbledon                     | Wimbledon                   | US Open                      | US Open                |
| 1971  | n/a              | n/a              | 3e tour (1/8) Jairo Velasco | Gail Sherriff R. Carmichael | -                             | -                           | -                            | -                      |
| 1972  | n/a              | n/a              | 2e tour (1/8) P. Cornejo    | F. Dürr J. Barclay          | 1/4 de finale P. Cornejo      | B. J. King C. Graebner      | 2e tour (1/16) P. Cornejo    | Ann Haydon Fred Stolle |
| 1973  | n/a              | n/a              | 1/2 finale Jairo Velasco    | Betty Stöve P. Dominguez    | 3e tour (1/16) Jairo Velasco  | Olga Morozova A. Metreveli  | -                            | -                      |
| 1974  | n/a              | n/a              | -                           | -                           | 1er tour (1/64) Jairo Velasco | C. Martinez A. Neely        | -                            | -                      |
| 1975  | n/a              | n/a              | -                           | -                           | -                             | -                           | 1er tour (1/16) R. Benavides | Rayni Fox Gene Scott   |
| 1976  | n/a              | n/a              | 2e tour (1/8) Ricardo Cano  | V. Ziegenfuss S. Stewart    | 1er tour (1/32) Iván Molina   | Pam Whytcross Trevor Little | -                            | -                      |

Sous le résultat, le partenaire ; à droite, l’ultime équipe adverse.

## Parcours en Coupe de la Fédération
| #                                                                | Date       | Lieu         | Surface    | Gagnante(s)                | Perdante(s)                  | Score         |          |
|                                                                  |            |              |            |                            |                              |               |          |
| 1972 - 1er tour (groupe mondial) - Colombie - Luxembourg - 3 : 0 |            |              |            |                            |                              |               |          |
| 1                                                                | 20/03/1972 | Johannesburg | Dur (ext.) | M. Fernández               | Flore Wagner                 | 6-0, 6-1      | Parcours |
| 1                                                                | 20/03/1972 | Johannesburg | Dur (ext.) | M. De Moggio M. Fernández  | Josiane Graas Monique Krecke | 6-2, 6-2      | Parcours |
|                                                                  |            |              |            |                            |                              |               |          |
| 1972 - 2e tour (groupe mondial) - Pays-Bas - Colombie - 2 : 1    |            |              |            |                            |                              |               |          |
| 2                                                                | 21/03/1972 | Johannesburg | Dur (ext.) | M. Fernández               | Marijke Jansen               | 6-2, 2-6, 6-3 | Parcours |
| 2                                                                | 21/03/1972 | Johannesburg | Dur (ext.) | Betty Stöve Trudy Groenman | M. De Moggio M. Fernández    | 6-2, 6-1      | Parcours |